# Hvar - od Maslinice do Grebišća
Hvar - od Maslinice do Grebišća este o arie protejată (sit de importanță comunitară — SCI) din Croația întinsă pe o suprafață de 3.272,84 ha, integral pe uscat.

## Localizare
Centrul sitului Hvar - od Maslinice do Grebišća este situat la coordonatele 43°09′47″N 16°37′53″E / 43.162952°N 16.631352°E.

## Înființare
Situl Hvar - od Maslinice do Grebišća a fost declarat sit de importanță comunitară în iulie 2013 pentru a proteja un număr necunoscut de specii din flora spontană și fauna sălbatică aflate în arealul zonei.

## Biodiversitate
Situată în ecoregiunea mediteraneană, aria protejată conține 3 habitate naturale: Peșteri marine scufundate complet sau parțial, Păduri de Quercus ilex și Quercus rotundifolia, Păduri de pin mediteraneene cu pini mezogeni endemici.
La baza desemnării sitului se află un număr nedeclarat de specii protejate.
Pe lângă speciile protejate, pe teritoriul sitului au mai fost identificate 3 specii de plante.